# Municipio de Silver Creek (condado de Wright)
El municipio de Silver Creek (en inglés: Silver Creek Township) es un municipio ubicado en el condado de Wright en el estado estadounidense de Minnesota. En el año 2010 tenía una población de 2335 habitantes y una densidad poblacional de 23,01 personas por km².

## Geografía
El municipio de Silver Creek se encuentra ubicado en las coordenadas 45°19′44″N 93°57′10″O / 45.32889, -93.95278. Según la Oficina del Censo de los Estados Unidos, el municipio tiene una superficie total de 101.49 km², de la cual 93,23 km² corresponden a tierra firme y (8,14 %) 8,26 km² es agua.

## Demografía
Según el censo de 2010, había 2335 personas residiendo en el municipio de Silver Creek. La densidad de población era de 23,01 hab./km². De los 2335 habitantes, el municipio de Silver Creek estaba compuesto por el 98,42 % blancos, el 0,21 % eran afroamericanos, el 0,21 % eran amerindios, el 0,56 % eran asiáticos, el 0,13 % eran de otras razas y el 0,47 % eran de una mezcla de razas. Del total de la población el 0,94 % eran hispanos o latinos de cualquier raza.